# Бенцлер, Иоганн Лоренц
Иоганн Лоренц Бенцлер (нем. Johann Lorenz Benzler; 19 февраля 1747, Лемго, Северный Рейн-Вестфалия — 3 апреля 1817, Вернигероде, Саксония-Анхальт) — немецкий библиотекарь, переводчик и писатель.

## Биография
Бенцлер первоначально был гессенским почтмейстером в Лемго. С 1773 по 1783 год Бенцлер был редактором газеты Lippische Intelligenzbltter. Кроме того, с 1780 года он был сотрудником библиотеки, с 1783 года — библиотекарем, а с 1794 года — графским советником графа Кристиана Фридриха цу Штольберга-Вернигероде в Вернигероде. Как писатель, он дружил с Иоганном Вильгельмом Людвигом Глеймом в Хальберштадте.
В 1807 году он стал крёстным отцом графа Вильгельма цу Штольберг-Вернигероде в замке Вернигероде.
В 1775 году он женился на Марии Софи Шарлотте, урождённой Шток (1759—1789). От этого брака родились дети Софи Елизавета Шарлотта (1776—1777), Иоганн Вильгельм Август (1778—1831), Софи Елизавета Доротея Юлиана (1780—1785), Юстус Лоренц (1782—1849) и Фридрих Генрих Леопольд (1787—1790).
Во втором браке Бенцлер женился в 1790 году на Елизавете Генриетте, урождённой Юнг (1763—1794), от которой у него родилась дочь Августа Кюстер (1791—1875).
Бенцлер женился в третий раз в 1795 году на Вильгельмине Йозефе Петронелле, урождённой Шедлер или Шайд(е)лер. Она родила ему сына Фридриха Леопольда (1800—1803).
Бенцлер умер от болезни грудной клетки в 1817 году и был похоронен 6 апреля на кладбище Теобальди в Нёшенроде.